# Olympische Jugend-Sommerspiele 2010/Teilnehmer (Nigeria)
| Gelbes Symbol für Goldmedaillen mit stilisierten Olympischen Ringen | Graues Symbol für Silbermedaillen mit stilisierten Olympischen Ringen | Braundes Symbol für Bronzemedaillen mit stilisierten Olympischen Ringen |
| ------------------------------------------------------------------- | --------------------------------------------------------------------- | ----------------------------------------------------------------------- |
| 2                                                                   | —                                                                     | 2                                                                       |

Die Jugend-Olympiamannschaft aus Nigeria für die I. Olympischen Jugend-Sommerspiele vom 14. bis 26. August 2010 in Singapur bestand aus 13 Athleten.

## Athleten nach Sportarten

### Badminton
Mädchen
- Fatima Azeez
Einzel: 25. Platz

### Boxen
Jungen
- Muideen Akanji
Mittelgewicht: 4. Platz

### Gewichtheben
Mädchen
- Racheal Ekoshoria
Mittelgewicht: Bronze

### Leichtathletik
| Mädchen - Josephine Omaka 100 m: Gold Staffellauf: Silber (im Team Afrika) - Florence Uwakwe 200 m: Gold Staffellauf: Silber (im Team Afrika) - Bukola Abogunloko 400 m: Bronze Staffellauf: Silber (im Team Afrika) - Nkechi Leticia Chime Kugelstoßen: 7. Platz | Jungen - Okeudo Nmaju 200 m: 6. Platz Staffellauf: 4. Platz (im Team Afrika) - Emmanuel Gyang Gwom 3000 m: 15. Platz - Abiola Olajide Weitsprung: 11. Platz - Ifeanyi Nwoye Kugelstoßen: 12. Platz |

### Ringen
Mädchen
- Christiana Victor
Freistil bis 60 kg: 6. Platz

### Tischtennis
Jungen
- Ojo Onaolapo
Einzel: Viertelfinale
Mixed: 25. Platz (mit Islem Laid  Algerien)